# Miles Crawford Burkitt
Miles Crawford Burkitt, född 27 december 1890, död 22 augusti 1971, var en brittisk arkeolog. Han var son till teologen Francis Crawford Burkitt.
Burkitt blev 1926 lecturer i arkeologi och antropologi vid universitetet i Cambridge 1926. Han sysslade främst med den paleolitiska konsten och företog för ändamålet vidsträckta resor i Afrika och Europa. Bland hans verk märks Prehistory (1921, 5:e upplagan 1925), South Africa's past in stone and paint (1928), Rock paintings in Southern Andalucia (1929, tillsammans med Henri Breuil) och The old stone age (1933).